# Falcatus
Falcatus (лат., буквально: снабжённый серпами) — род вымерших хрящевых рыб, похожих на акул, из семейства Falcatidae отряда Symmoriiformes. Жили в позднем карбоне (326,4—318,1 млн лет назад) на территории современного штата Монтана (США).

## История изучения
Впервые ископаемые остатки, теперь относимые к типовому виду Falcatus falcatus, найдены в известняках формации Сент-Луис в 1883 году. Первоначально его включили в род Physonemus. В 1985 году были обнаружены новые ископаемые плавники, что позволило выделить новый род Falcatus, к которому отнесли не только типовой вид, но и несколько ранее описанных видов.

## Описание
Были хищниками. В длину достигали 25—30 см. У них были большие глаза. Хвостовой плавник был раздвоен. Основное отличительной особенностью являлся выступающий шип, растущий из спины, функция которого пока не известна. Такой шип был только у взрослых самцов.

## Классификация
По данным сайта Paleobiology Database, на август 2021 года в род включают 3 вымерших вида:
- Falcatus falcatus (St. John & Worthen, 1883)typus [syn. Physonemus falcatus St. John & Worthen, 1883]
- Falcatus hamatus (Agassiz, 1837) [syn. Onchus hamatus Agassiz, 1837, Physonemus hamatus (Agassiz, 1837)]
- Falcatus proclivus (St. John & Worthen, 1875) [syn. Physonemus proclivus St. John & Worthen, 1875]